# Premocyathus cornuformis
Premocyathus cornuformis är en korallart som först beskrevs av Pourtalès 1868.  Premocyathus cornuformis ingår i släktet Premocyathus och familjen Caryophylliidae. Inga underarter finns listade i Catalogue of Life.